# Örlogsfartyg

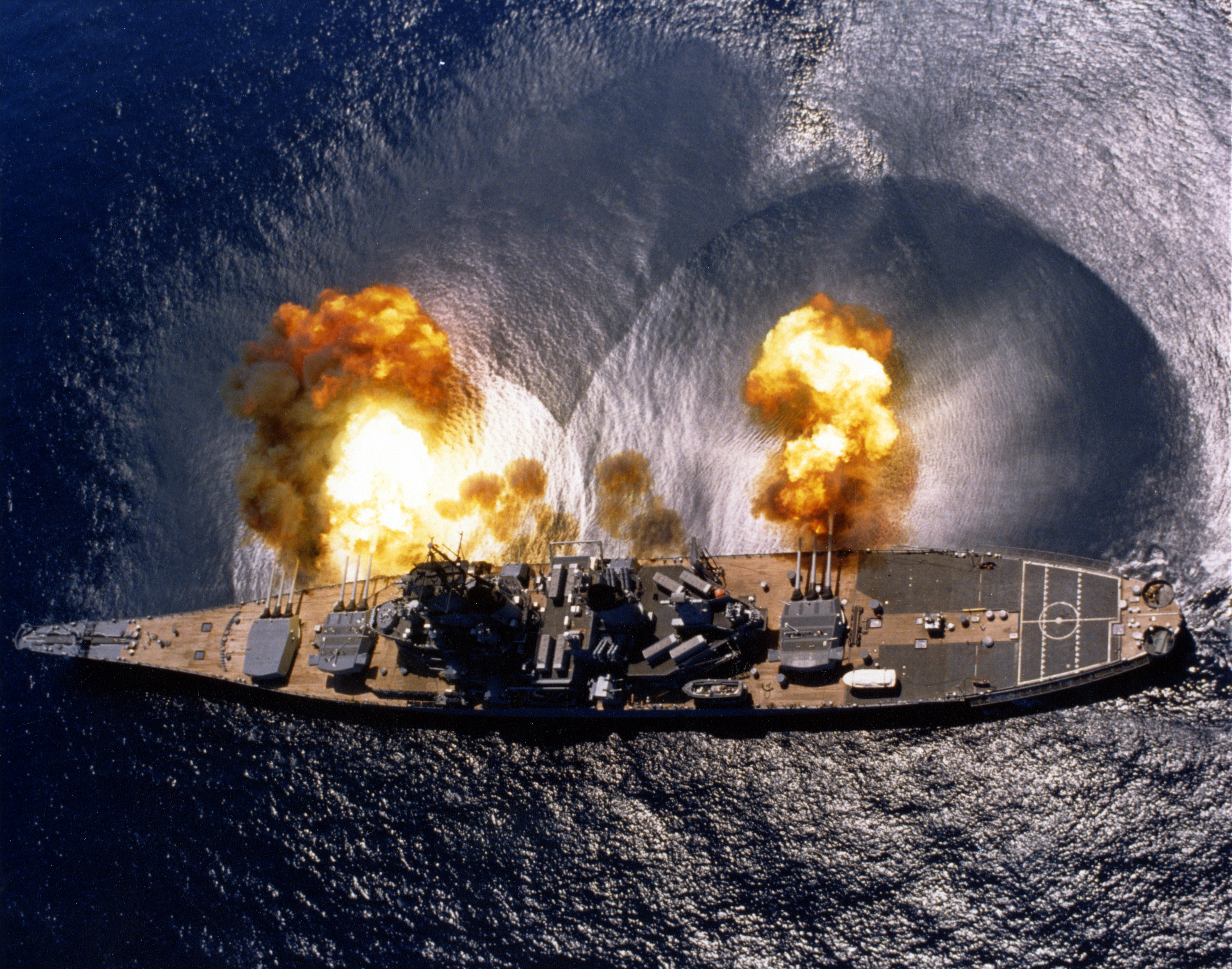
Kanoner avfyras från skeppet.

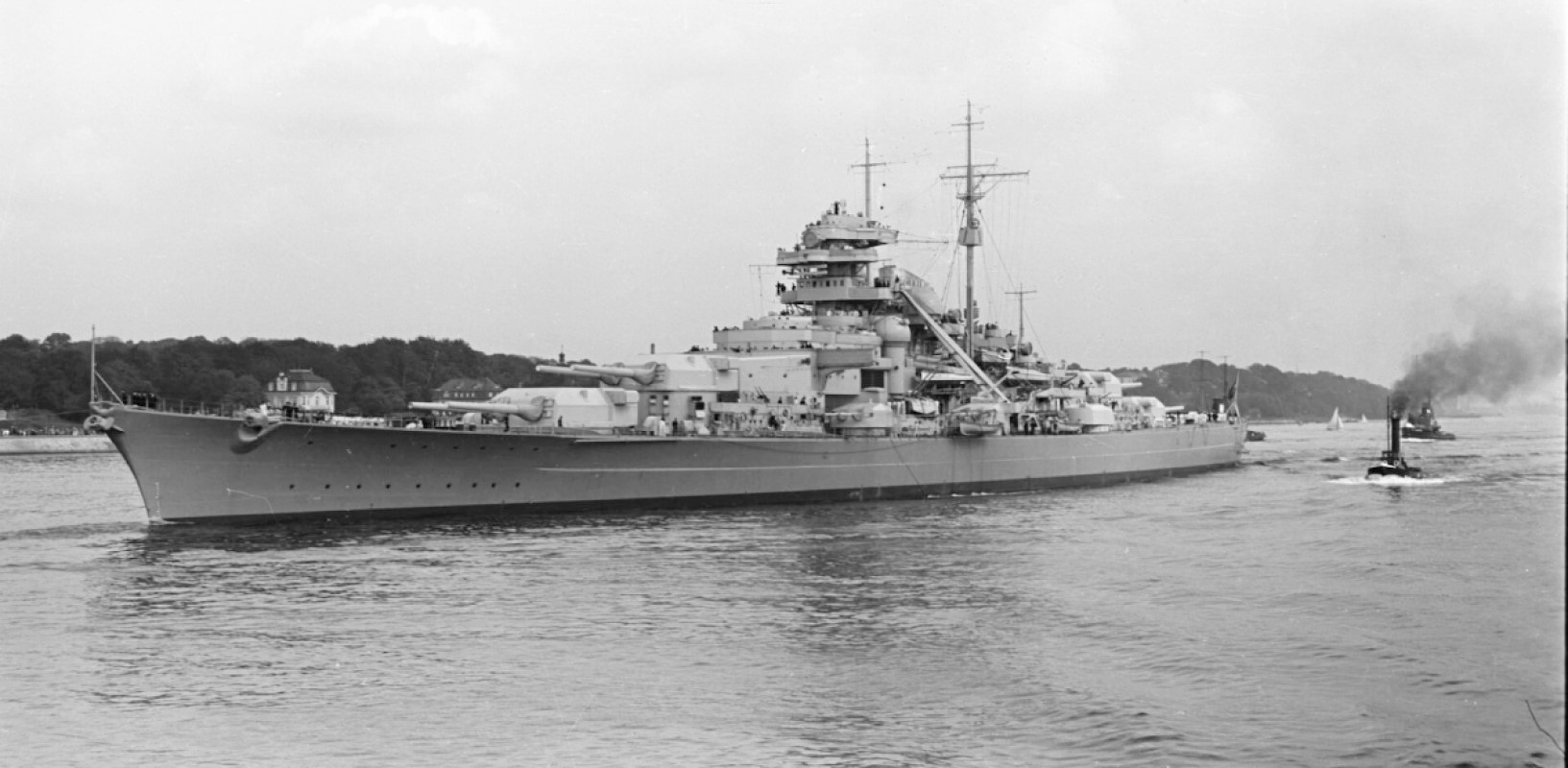
Det tyska krigsfartyget Bismarck.

Örlogsfartyg eller örlogsskepp (fornsvenska: ørløgs skip, ørligskip, av örlog = ”krig”), även krigsfartyg och krigsskepp, är sjögående fartyg avsedda för militära ändamål, ofta bestyckade med ballistiska robotar, fartygsartilleri, luftvärn, målsökande robotar, sjunkbomber, torpeder, minor och liknande vapen och med kapacitet för bekämpning av andra fartyg, flygplan och militära installationer på land. Till örlogsfartygen räknas även hangarfartyg och landstigningsfartyg.

## Tidig historia
I antika krig användes fartyg ursprungligen endast för transporter. Senare utrustades fartyg även för strid till sjöss. En berömd framställning av sjöstrid finns på Ramses III:s gravkupol i Medinet-habu vid Tebe i Egypten; den föreställer faraonernas seger över filistéerna (ca 1200 f.Kr.). Specialkonstruerade sådana började tillverkas omkring 700 f.Kr.
Antikens krigsfartyg, t.ex. triremerna (från ca 500 f.Kr.), var tunga galärer med metallförstärkt ramm. De roddes, men i gynnsam vind användes även segel. Besättningen bestod förutom av roddare av soldater, som stod uppställda på högt belägna däck eller plattformar, ibland benämnda kastell eller backar. Striden mellan fartyg avgjordes genom ramning eller äntring, som kunde förberedas av bågskyttar.
Omkring 300 f.Kr. började man bygga större krigsfartyg av samma typ, främst quinqueremer, det vill säga galärer med fem man vid varje åra. Roddfartyg av dessa och liknande typer, vanligen cirka 50 m långa och 6 m breda, användes i Medelhavet under återstoden av antiken och en stor del av medeltiden. Under senmedeltiden utvecklades de vidare och bestyckades med kanoner, vilka placerade i fören för eldgivning framåt. Omkring 1500 infördes en större galär, ibland kallad galeas, som kunde seglas bättre och som hade upp till 70 kanoner, främst för eldgivning åt sidorna.
Vikingaskeppet utvecklades i Skandinavien omkring år 700. Det var avsett för strid och handelssjöfart såväl till havs som i skärgårdar och flodsystem. Till sin konstruktion var det ett segelfartyg, som även kunde ros. Det hade sin glansperiod på 900-talet men utträngdes med början några sekel senare av Hansans kogg, som tog avsevärt större last och i strid hade fördel av högre belägna däck.

## Segelfartygsepoken

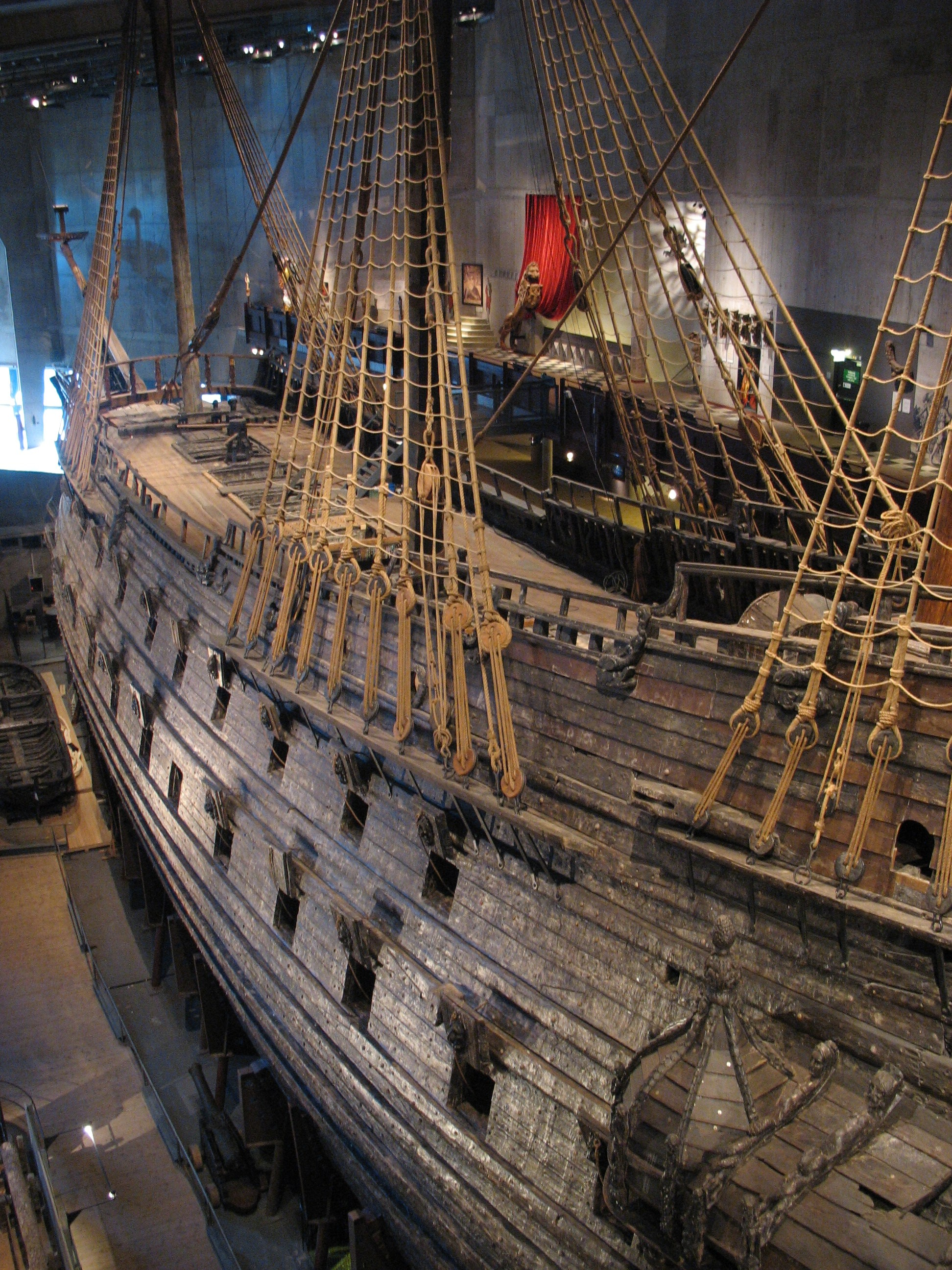
Regalskeppet Vasa, ett väl bevarat örlogsfartyg från 1600-talet.

Seglande örlogsfartyg var en vidareutveckling av seglande handelsfartyg, till exempel galeoner, koggar. Galärerna fortsatte dock att spela en viktig roll som örlogsfartyg i östra Medelhavet in på 1800-talet, och fick en renässans i Östersjön under 1700-talet. 
Under 1400-talet utvecklades i Spanien och Portugal karavellen, ett bukigt tre- eller fyrmastat fartyg med kastell i för och akter. Karavellens motsvarighet i norra Europa var den ovan nämnda koggen, vilken dock vanligen hade endast en mast.
Med tiden uppstod dock specifika namn som korvett, fregatt och linjeskepp. Därutöver användes sammansatta uttryck som ”örlogsbrigg” och ”örlogsskonert”. För mindre fartyg användes även beteckningen kanonbåt, slup och styckepråm.

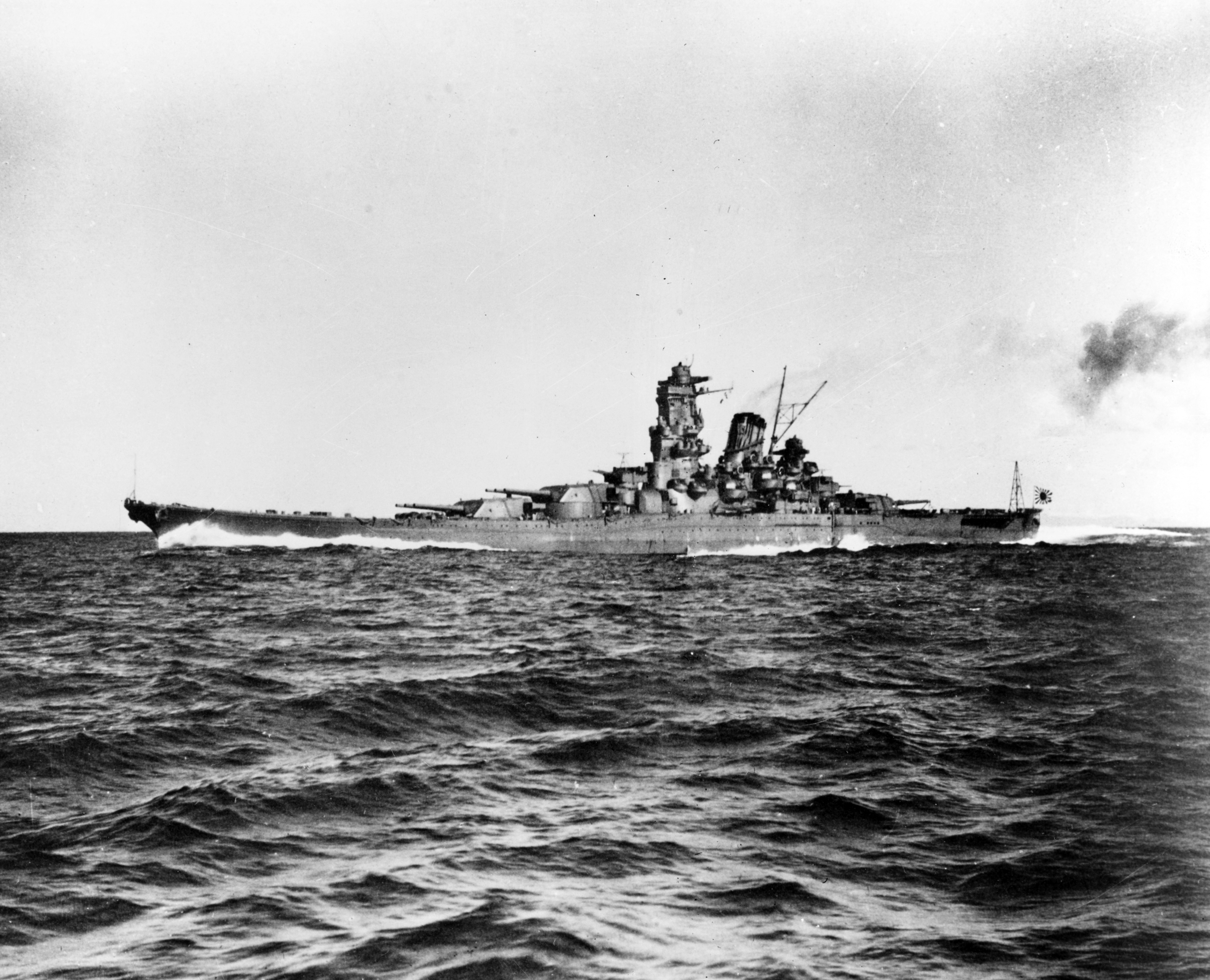
Yamato, världens genom tiderna största slagskepp.

## Ångfartygsepoken
Införandet av ångdrivna fartyg sammanföll i mycket med utvecklingen av sjöartilleriet som framtvingade pansarskydd på fartygen. Utvecklingen innebar att de seglande linjeskeppen kom att ersättas av pansrade slagskepp. (I Tyskland bibehöll man länge beteckningen linjeskepp för dessa).
Mindre länder hade inte råd med de mycket dyra slagskeppen utan byggde i stället pansarbåtar eller pansarskepp. Ett exempel på denna fartygstyp var monitorerna, uppkallade efter John Ericssons Monitor 1862, som var de första örlogsfartyg som byggdes för propellerdrift, maximalt skydd av pansar och låg profil samt pansarbrytande kanon i svängbart pansartorn.
För spaning infördes mindre och snabbare fartyg, kryssare.

## Dagens örlogsfartyg
Det finns ingen internationellt överenskommen indelning av örlogsfartyg. Nedanstående ungefärliga gruppering följer den indelning som brukar följas i marinkalendrar.

### Ubåtar
Andra typer av ubåtar är avsedda för sjökrig. Om de är avsedda att bekämpa ytfartyg kallas de "attackubåtar" och "jaktubåtar" om de i första hand riktar sig mot andra ubåtar. Ubåtar kan även användas för dold spaning eller minläggning. Miniubåtar är oftast avsedda för att transportera attackdykare.

#### Strategiska kärnvapenubåtar
Ubåtar med interkontinentala ballistiska robotar eller andra robotar avsedda för insatser mot städer och industricentra används som avskräckningsvapen. Deras uppgift är att motverka ett kärnvapenkrig, då ständigt patrullerande ubåtar beräknas kunna överleva ett sådant anfall och kunna slå tillbaka, vilket innebär att ingen kan vinna ett sådant krig.

### Hangarfartyg
Hangarfartyg är fartyg där stridsflygplan kan landa eller starta när fartyget är till sjöss. Vissa är för detta ändamål försedda med katapulter som starthjälpmedel. En enklare form är helikopterhangarfartyg som kan ta emot vertikalstartande flygplan.

### Ytstridsfartyg
Bland dessa används typbeteckningarna (i ökande storleksordning) korvett, fregatt, jagare, kryssare och slagskepp utan några tydliga avgränsningar avseende storlek, fartresurser, beväpning eller uppgifter. Se även patrullbåt och torpedbåt.

### Amfibiefartyg

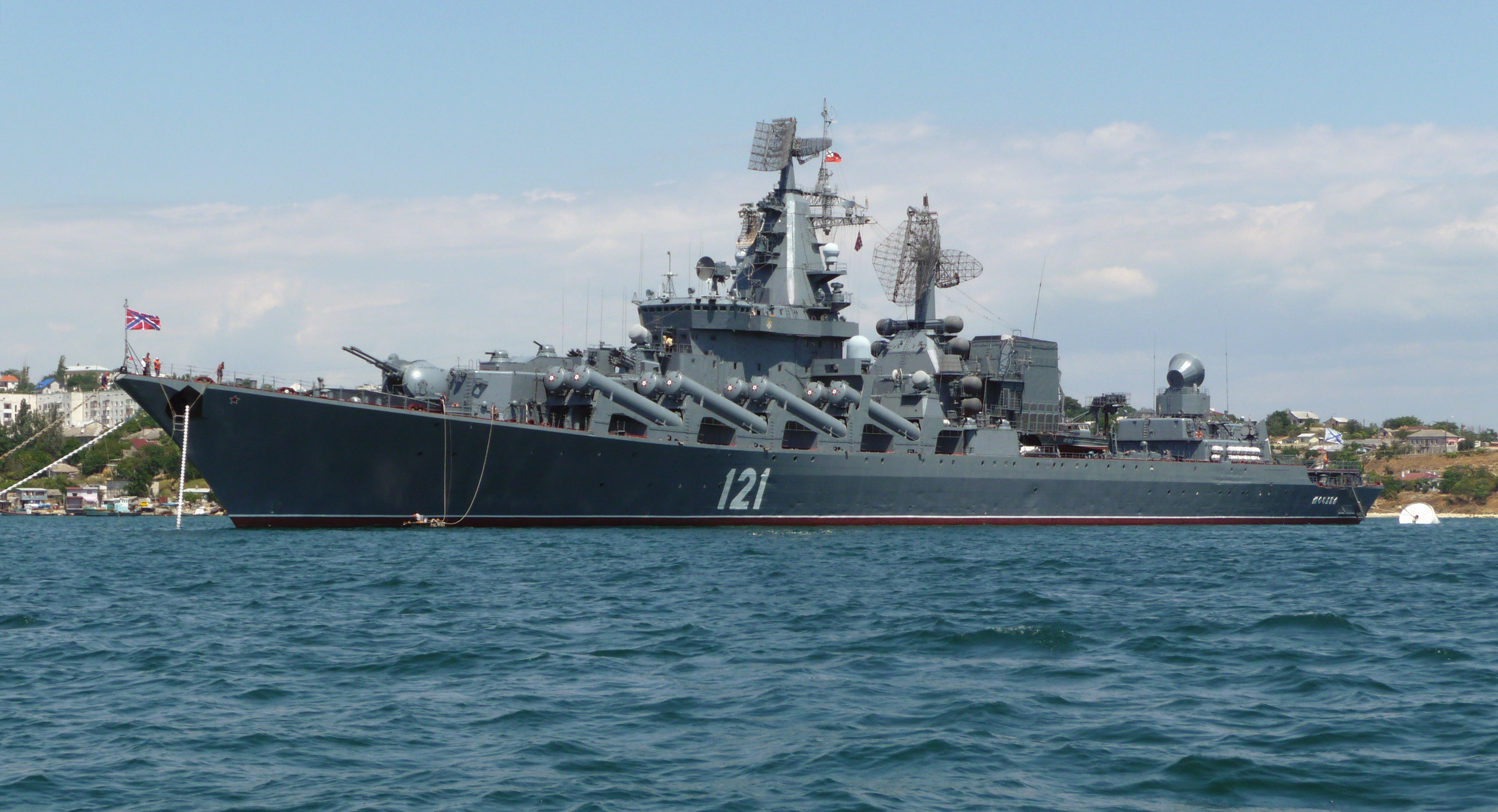
Den ryska robotkryssaren Moskva, som sänktes den 14 april 2022 av två ukrainska sjömålsrobotar. Fartyget sjönk i Svarta Havet.

Till denna grupp räknas många olika specialfartyg som har till uppgift att underlätta landsättning av trupp och materiel på ställen där det inte finns några hamnar. Exempel kan vara helikopterhangarfartyg, stridsbåtar och svävare. 

### Minkrigsfartyg
Till dessa räknas minfartyg för minutläggning, minsvepare, minjaktfartyg och minröjningsfartyg.

### Trängfartyg

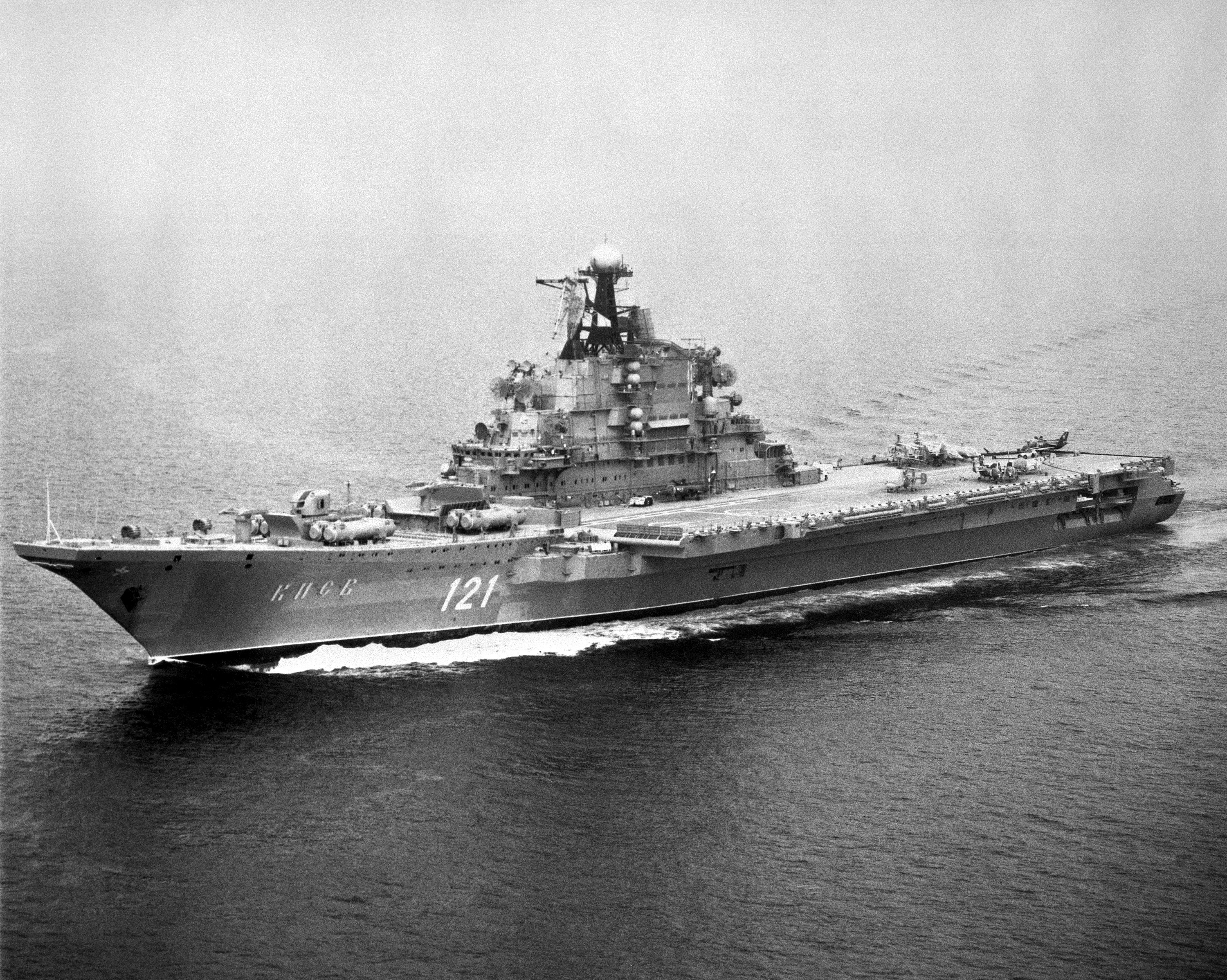
Sovjetiska hangarfartyget Kiev (Kiev-klass).

Dessa fartyg är avsedda för underhållstjänst som till exempel förrådsfartyg, tankfartyg eller ubåtsbärgningsfartyg.

## Folkrättslig definition
Enligt folkrätten ska ett örlogsfartyg uppfylla följande kriterier:                                                                                                                                                                                                                                                                           
- Ingå i en stats stridskrafter
- vara tydligt utmärkt vilken stat det tillhör och finnas upptagen i dess rulla eller motsvarande.
- Stå under befäl av en officer i landets krigsmakt.
- Besättningen skall stå under militär disciplin

Ett örlogsfartyg behöver således inte vara beväpnat. Eftersom termen örlogsfartyg är knutet till stater, brukar äldre örlogsfartyg som till exempel vikingaskepp inte kallas örlogsfartyg. Exempel på fartyg som används i strid men inte är örlogsfartyg är kapare och sjörövarfartyg.
I fredstid har ett örlogsfartyg diplomatisk immunitet, vilket bland annat innebär att det inte får arresteras eller genomsökas av annan stats myndigheter.

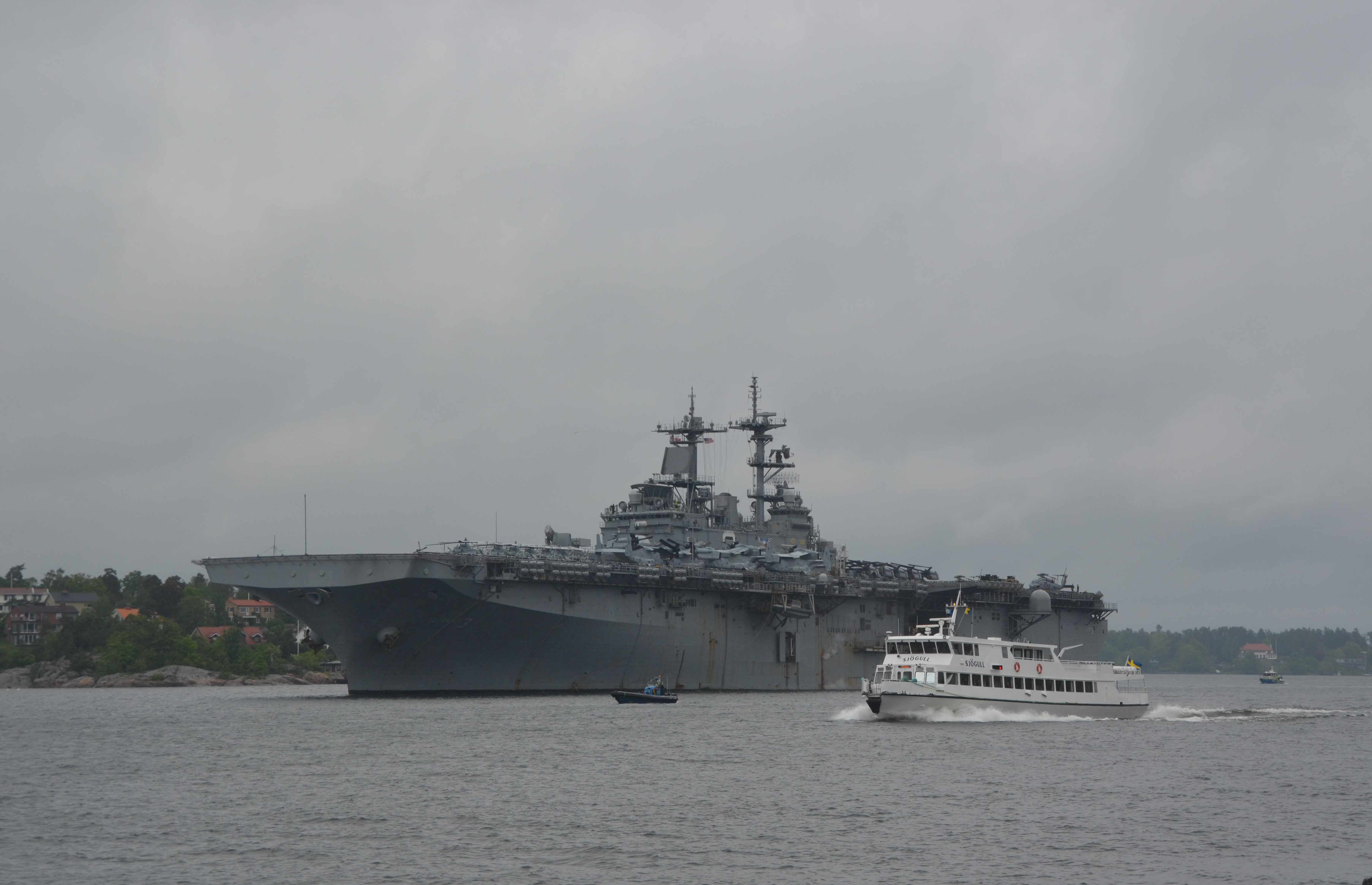
Amerikanska amfibiefartyget USS Kearsarge.

I krig får ett örlogsfartyg utföra våldshandlingar inom ramen för Haagkonventionens och Genèvekonventionens regelverk. Det får sänkas utan föregående varning.
Många länder, men inte alla, låter sina örlogsfartyg utmärkas med en särskild örlogsflagga (i Sverige en tretungad svensk flagga).

### Regelverk
För örlogsfartyg gäller andra regler för fartygssäkerhet och arbetsmiljö än för civila fartyg. Reglerna kan vara olika i respektive land. Inom den Brittiska flottan ingick tidigare en daglig romranson i besättningens förmåner. I Amerikanska flottan däremot gäller strikt alkoholförbud.                                                                                                                                                                                                                                                                                                                                                     

## Svensk terminologi

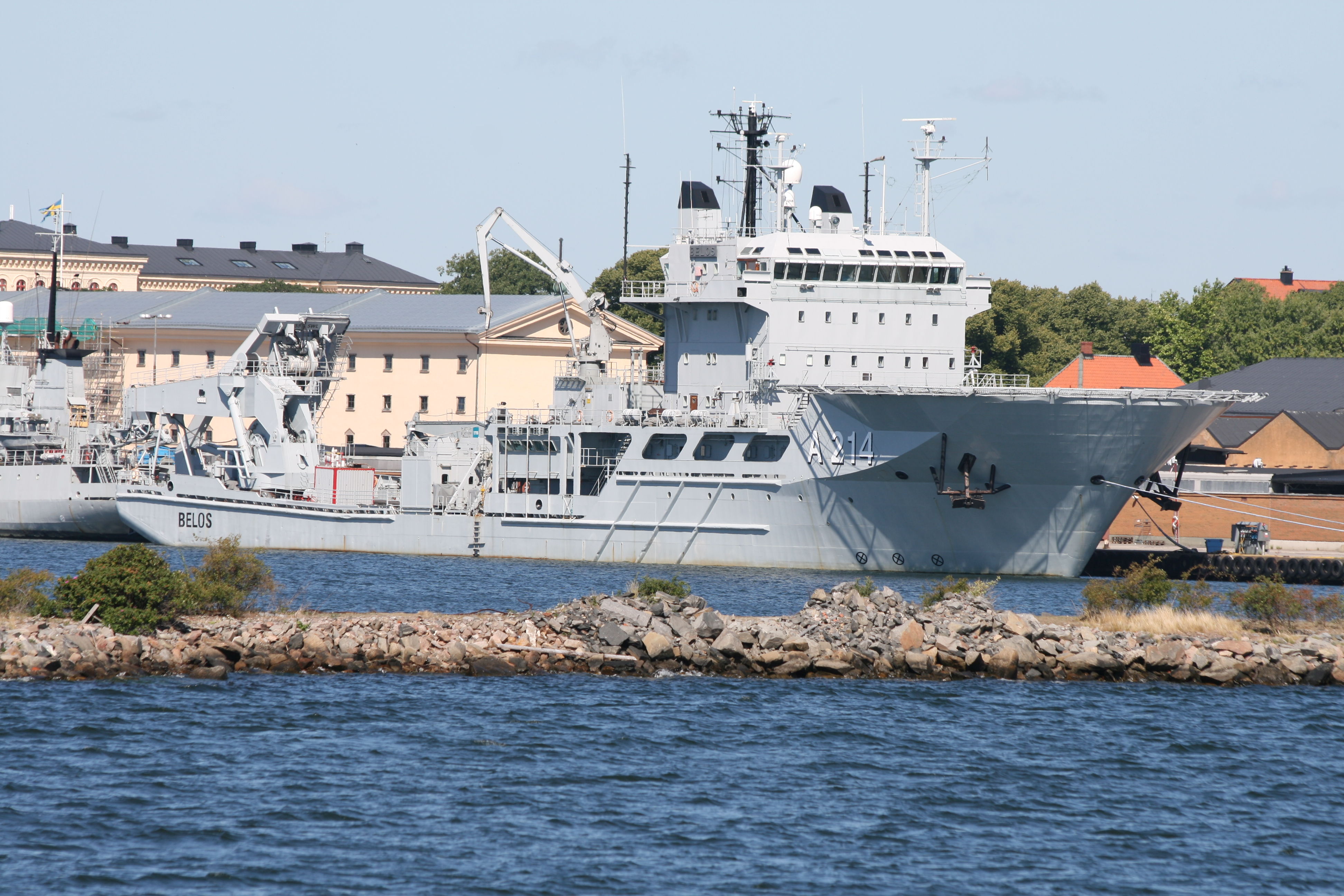
är i dag Sveriges största örlogsfartyg.

Örlogsfartyg indelas i stamfartyg, vilka permanent är utrustade för sin uppgift, samt hjälpfartyg som är civila fartyg vilka kallas in för militärtjänst vid vissa tillfällen. Både stam- och hjälpfartyg kan beroende på uppgifter indelas i stridsfartyg, trängfartyg samt skolfartyg.

### Noter

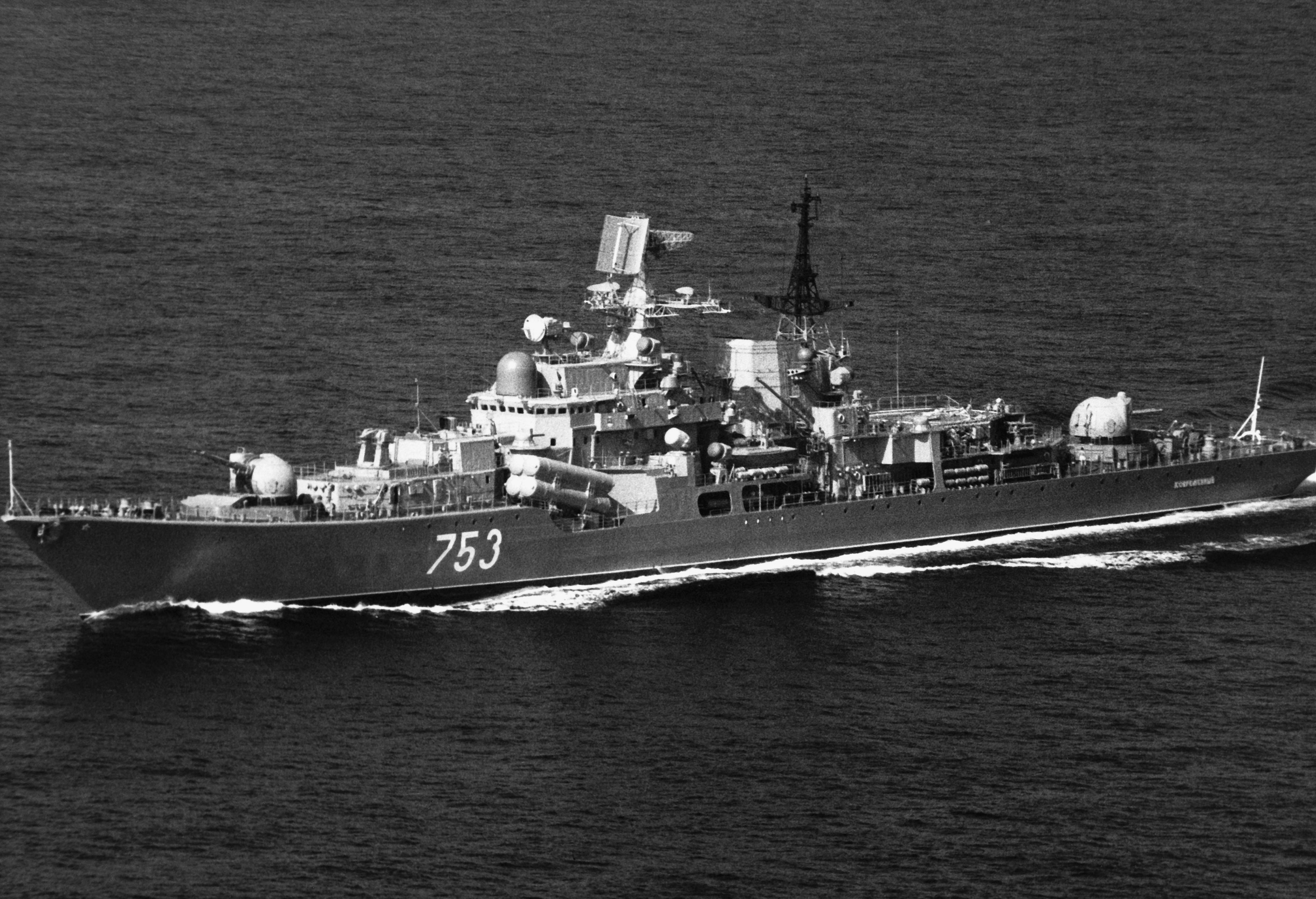
Sovjetiska jagaren Sovremenny.